# 巴塞管

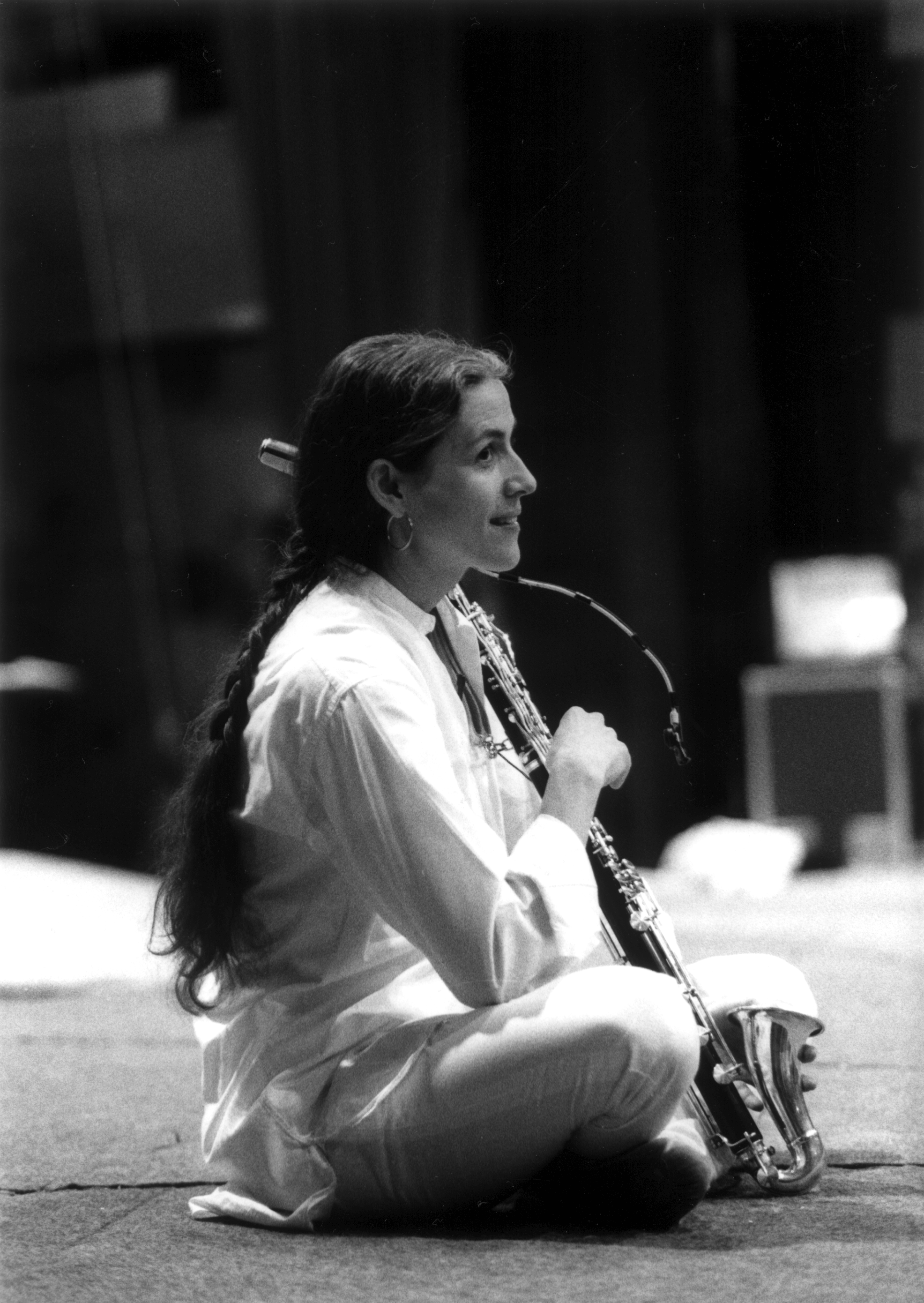
美國單簧管演奏家蘇珊娜·史蒂芬斯手持現代的巴塞管。

巴塞管（英語：basset horn），是木管樂器的一種，屬單簧管家族，是一件中音域的樂器。

## 外形和結構

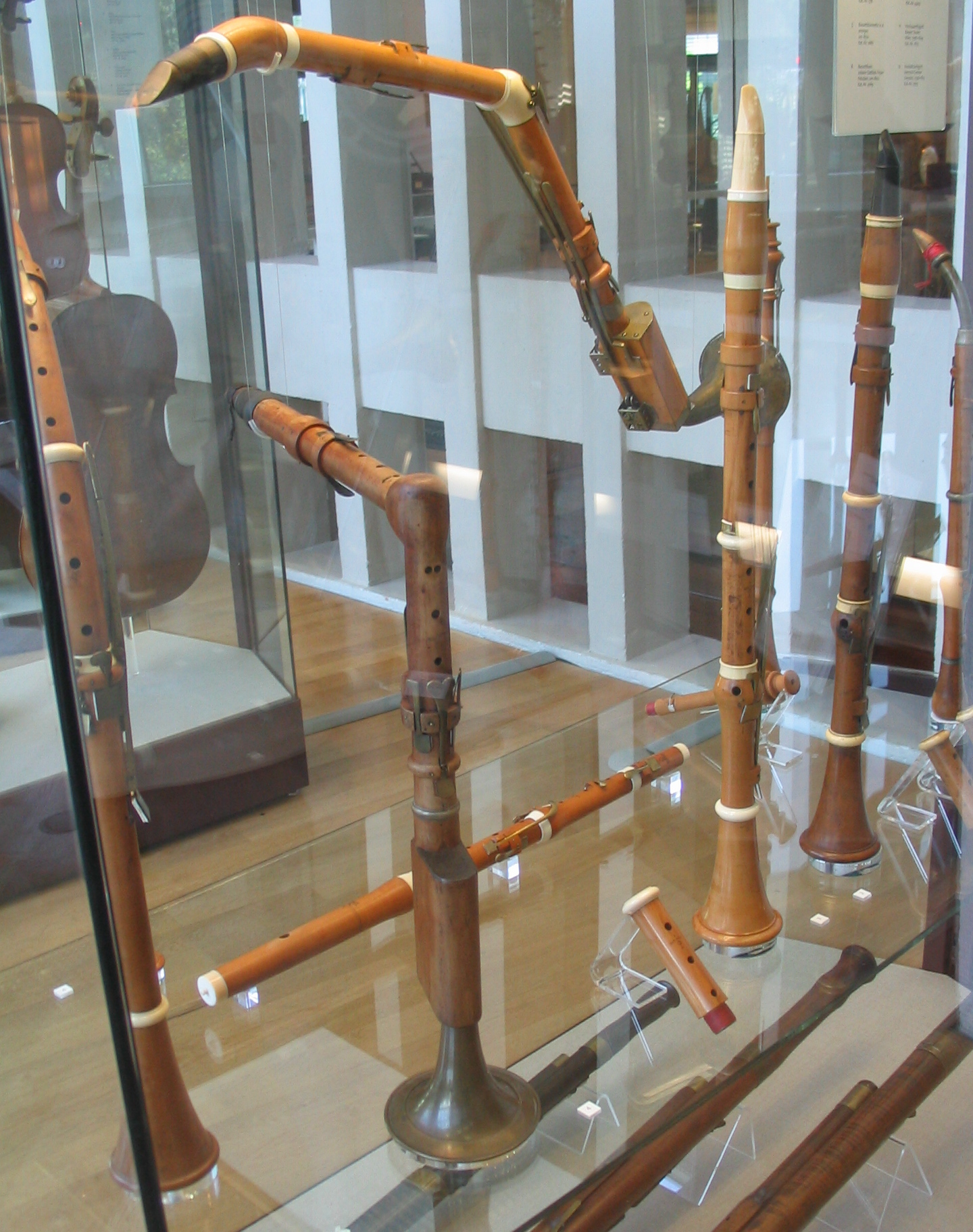
在柏林的一間博物館中展出的十八世紀樂器，當中從左數起第二支直放的樂器便是巴塞管。

巴塞管的吹咀繫以一塊簧片，當演奏者通過簧片和吹口的空間吹氣時，並配合下唇適當的壓力，簧片尖會產生振動，使樂器管內的空氣柱開始振動，因而發出聲響。
管身呈圓筒形，但而由於音域比單簧管為低，管身相對較長，為方便演奏，吹管和喇叭口的位置會分別向兩邊彎曲，成一長型「S」的外貌。莫扎特時期亦出現了過另一種外貌變種，置彎部份設在管身中間，吹咀位則靠近吹奏者，使樂器成一直立「V」型。

## 音域、定調、指法和記譜法

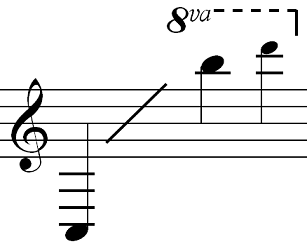
巴塞管的記譜音域，實際音域為低純五度

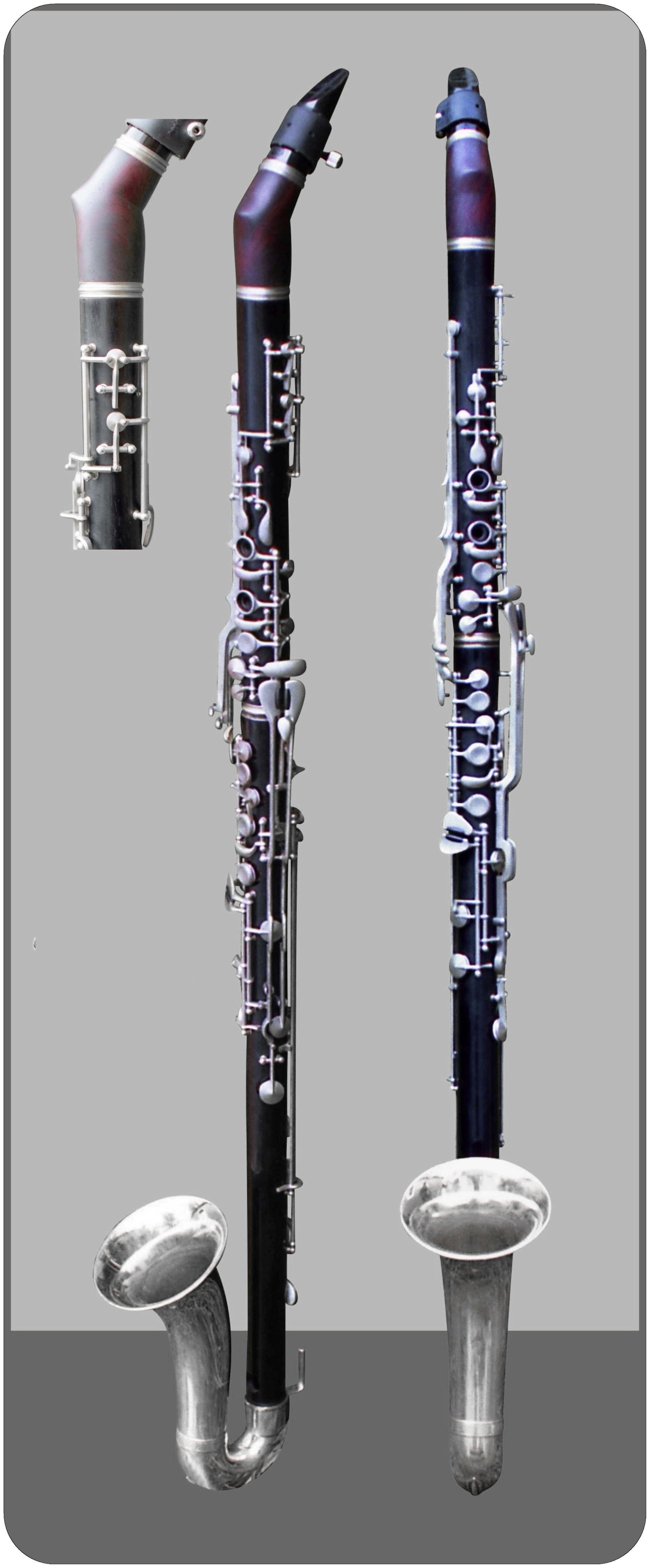
德國 Richard Müller Bremen 所製造的現代巴塞管。

巴塞管是移調樂器，最普遍的定調為F調，譜音比實際音高1個純五度。指法上亦和單簧管相近，音域比單簧管低1個純四度。
曾經出現過B♭調、A調、G調、E調、E♭調和D調，但後來都被F調所取代。E♭調和D調可以視為現代管樂團中的E♭調中音單簧管的前身。

## 音色
音色相對比單簧管暗淡而深沉。

## 發展

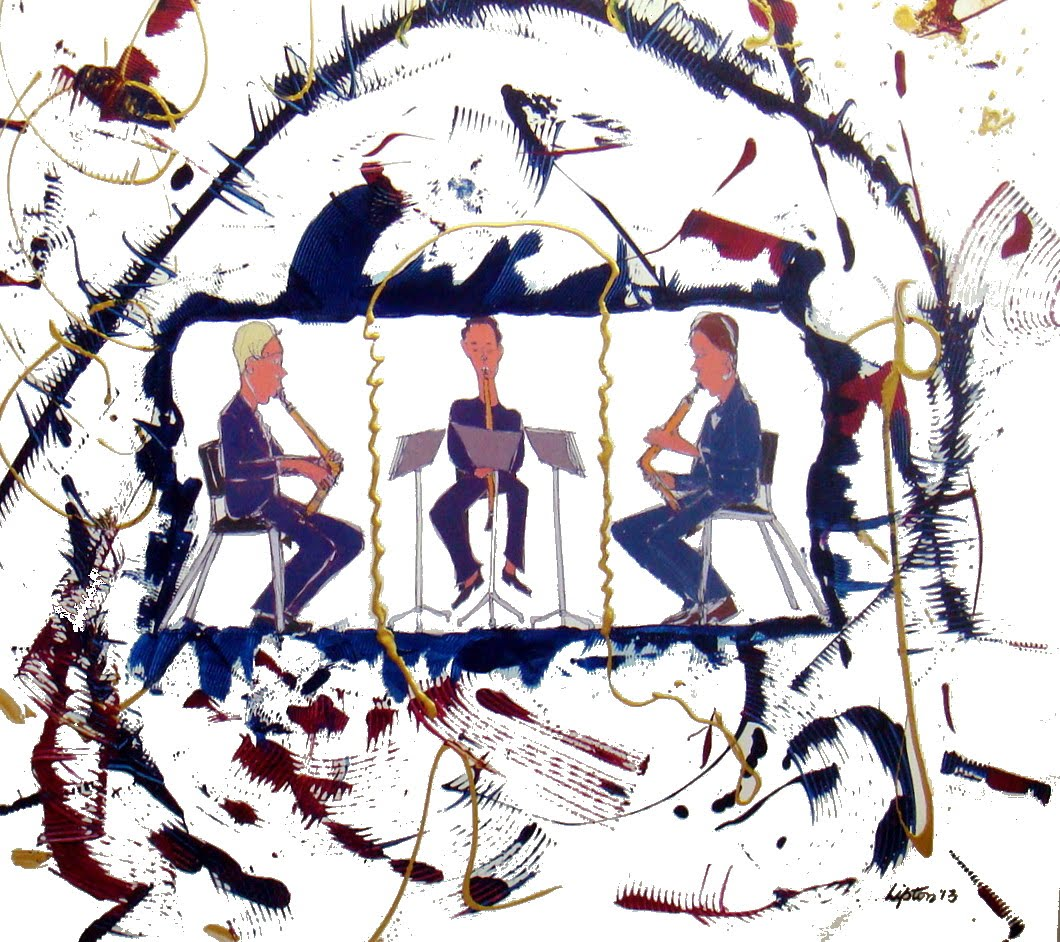
Kay Lipton 的畫作「音樂傳授的藝術」中、描繪三位吹奏巴塞管的樂手正在吹奏莫扎特的《為三支巴塞號所寫的嬉遊曲》。

巴塞管被認為是和單簧管同時期所發明的樂器，相關的音樂作品最先在古典時期出現，其中有卡爾·斯塔米茨、伯高芬等。莫扎特亦創作過不少運用巴塞管的樂曲。如《「大組曲」小夜曲》，KV361、《共濟會的葬禮音樂》，KV477、歌劇《後宮誘逃》、以及《G大調快板》，K621b（後來被改編成給巴塞單簧管的《單簧管協奏曲》，KV622第一樂章）。
然而，莫扎特之後，巴塞管如不少當時的樂器一樣，很快就沒落了。相關的作品也變得稀少。在19世紀有孟德爾遜為單簧管、巴塞管和鋼琴所寫的兩首三重奏（作品113及114），以及德伏扎克的《捷克組曲》（但作曲家標明可以英國管代替）兩首作品較為重要。20世紀初，理察·史特勞斯的作品為多款古樂器「復活」時，巴塞管才再一次受人所留意。其後布萊恩的《歌德交響曲》、塞欣斯的《小提琴協奏曲》等都有使用巴塞管。
至於近代，德國作曲家施托克豪森為巴塞管寫成了大量的音樂。在他的聯套歌劇《光》（Licht）中，其中代表主角夏娃的樂器便是巴塞管。因此亦造就了大量相關的獨奏曲或合奏曲。而他未完成的套曲《聲音》（Klang），「第11小時」及「第16小時」亦有用上巴塞管。

## 軼事
著名劇作家蕭伯納以巴塞管的意大利名稱corno di bassetto作為其發表音樂評論時的筆名。

## 外部連結
- （页面存档备份，存于） 美國南達科他大學國立音樂博物館網站的巴塞管介紹網頁。
- 法國樂器生產商 Selmer 有關現代巴塞管的介紹。